# Kobushi Factory
（MAGNOLIA FACTORY），日本Hello! Project旗下女子偶像團體。2015年1月2日結成，2月25日宣布新團名，同年9月2日發行第一張單曲主流出道。12月30日, 於第57屆日本唱片大賞中獲得最優秀新人賞。有五名成員（五人原為Hello! Pro研修生）。2020年3月30日結束活動並解散。

## 成員

### 解散時成員
| 姓名                | 平假名記法      | 出生地   | 生日          | 星座   | 年齡 | 血型 | 代表色   | 原研修生期數 | 備註                           |
| ------------------- | --------------- | -------- | ------------- | ------ | ---- | ---- | -------- | ------------ | ------------------------------ |
| 廣瀨彩海 (広瀬彩海) | ひろせ あやか   | 神奈川縣 | 1999年8月4日  | 獅子座 | 25   | O型  | 綠寶石藍 | 22期         | 隊長、 原Nice Girl Trainee     |
| 野村みな美          | のむら みなみ   | 東京都   | 2000年2月10日 | 水瓶座 | 25   | B型  | 皇家藍   | 16期         |                                |
| 濱浦彩乃 (浜浦彩乃) | はまうら あやの | 埼玉縣   | 2000年4月26日 | 金牛座 | 24   | AB型 | 粉紅     | 11期         | 血型請見官方部落格2015年6月1日 |
| 和田櫻子 (和田桜子) | わだ さくらこ   | 愛知縣   | 2001年3月8日  | 雙魚座 | 24   | B型  | 綠       | 17期         |                                |
| 井上玲音            | いのうえ れい   | 東京都   | 2001年7月17日 | 巨蟹座 | 23   | O型  | 紫       | 22期         | 原Nice Girl Trainee。          |

### 前成員
| 姓名     | 平假名記法    | 出生地 | 生日          | 星座   | 年齡 | 血型 | 代表色 | 原研修生期數 | 備註                      |
| -------- | ------------- | ------ | ------------- | ------ | ---- | ---- | ------ | ------------ | ------------------------- |
| 藤井梨央 | ふじい りお   | 愛知縣 | 1999年3月4日  | 雙魚座 | 26   | B型  | 芥末黃 | 19期         | 原副隊長 2017年7月6日離隊 |
| 小川麗奈 | おがわ れな   | 栃木縣 | 2000年3月27日 | 牡羊座 | 24   | A型  | 紅     | 12期         | 2017年9月6日畢業          |
| 田口夏實 | たぐち なつみ | 埼玉縣 | 2000年7月21日 | 巨蟹座 | 24   | A型  | 橙     | 11期         | 2017年12月6日離隊         |

## 團體名
日本辛夷象征“友誼”“信賴”“歡迎”。希望成為日本辛夷似的既“優美”又“强大”的團體，成員互相增進“友誼”與“信賴”，受“歡迎”。
Berryz工房停止活動以後，就職了“早安家族顧問（adviser）”的清水佐紀也參與了命名的工作。希望能繼承Berryz工房的精神（spirit）——“Factory（工廠）包括了那樣的思想。

## 歷史
2015年
- 1月2日，於早安家族演唱會《Hello! Project 2015 WINTER ～DANCE MODE!～》宣佈組合结成。
- 2月25日，組合名字公開，取名《こぶしファクトリー》（玉蘭花 Factory）[2][3]
- 有別於其他組合，玉蘭花 Factory以DVD單曲《小心又小心 / Survivor》為獨立製作出道作，於3月26日發行。
- 6月14日，於Hello! Project研修生演唱會中宣佈，玉蘭花 Factory將在2015年秋天主流出道。
- 主流出道單曲為《Dosukoi! 謙虛而大膽 / 愛吃拉麵的小泉同學之歌 / 小心又小心 (認真Ver.)》定於9月2日發行。[4]當中其一A面曲《愛吃拉麵的小泉同學之歌》為富士電視台劇集《愛吃拉麵的小泉同學》的主題曲。
- 11月19日，日本唱片大賞公佈了玉蘭花 Factory獲提名第57屆日本唱片大賞 優秀新人獎，繼早安少女組。、℃-ute、ANGERME（S/mileage）、Juice=Juice後第五組獲提名。
- 12月30日, 於第57屆日本唱片大賞中獲得 最優秀新人獎。[5]

2016年
- 2月17日，第2張單曲《櫻花狂熱夜 / 有些天真! 豬突猛進 / 嘿! Kobushi魂》發行。在2月29日於Oricon公信榜單曲週榜取得第1名，成為玉蘭花 Factory出道以來第1張公信榜首周銷量排名第一的單曲。[6]
- 4月16日-6月19日，《玉蘭花Factory Live Tour 2016春～The Cheering Party!～》於全14個城市舉辦。
- 7月19日，單獨Live《玉蘭花Factory Special Live 2016 Summer in OTODAMA SEA STUDIO》舉辦。
- 7月27日，第3張單曲《森巴! Kobushi熱內盧 / 來吧青春! / 我是最受歡迎的》發行。
- 9月17日-11月20日，《玉蘭花Factory Live Tour 2016秋 ～Hyper Mode～》於全14個城市舉辦。
- 11月30日，第1張專輯《辛夷其之一》發行。

2017年
- 5月12日，由官方發表聲明，藤井梨央將於早安家族夏季演唱會結束之後於Kobushi Factory及早安家族畢業。[7][8]
- 6月14日，第4張單曲《Shalala！必定能做得到／超赞的不是吗？忍者也行对吧？ 》發行。
- 7月6日，由官方發表聲明，原訂於9月2日從團體及早安家族畢業的藤井梨央，由於違反合約內容之事，故提前解約。[9][10]
- 7月13日，成員小川麗奈從4日開始有持續發燒及感冒等症狀，經醫師診斷為精神官能症，必須在家中進行療養至8月中旬，期間包括7月15日開始的家族夏季演唱會及7月17日電影上映的首映會舞台都將缺席。
- 8月16日，先前因精神官能症休養的成員小川麗奈由於症狀未能痊癒復出，經由醫師的判斷，仍須休養治療。
- 8月22日，單獨Live《OTODAMA SEA STUDIO 2017 ～SUMMER FACTORY～》舉辦。
- 9月6日, 因精神官能症暫停活動進行休養的成員小川麗奈，在與父母及醫師的討論下，決定從團體中畢業，並於演藝界引退。[11][12]
- 12月6日，成員田口夏實契約終止離隊。[13][14]

2018年
- 3月28日，第5張單曲《從現在就開始! / 明日會放晴》發行。
- 4月8日-12月8日，《玉蘭花Factory Live Tour 2018 ～SHINE!Kobushi魂!～》於全21個城市舉辦。
- 5月3日-5日，《玉蘭花Factory & 山茶花Factory Premium Live 2018春 “KOBO”》舉辦。
- 8月8日，第6張單曲《我一定可以 / 有誌者事竟成》發行。
- 8月22日，單獨Live《OTODAMA SEA STUDIO 2018 ～Kobushi夏魂!!～》舉辦。

2019年
- 4月13日-6月23日，《Kobushi Factory Live Tour 2019 春麗》於全11個城市舉辦（預定）。[15]
- 5月3日-6日，《Kobushi Factory 首次演唱會2019 春麗 〜黃金周special〜》舉辦決定。[16]
- 4月24日，第7張單曲《Oh No 懊恼 / 春天晴朗 》發行（預定）。

2020年
- 1月8日，官網公告，玉蘭花 Factory將於3月30日在「TOKYO DOME CITY HALL」演唱會後結束團體活動並且解散。隊長廣瀨彩海、野村みな美、浜浦彩乃將從早安家族畢業以個人名義繼續藝能活動、井上玲音將繼續以早安家族成員的名義繼續活動，和田櫻子從早安家族畢業後將於藝能界引退。

## 作品

### 單曲
|     | 發行日        | 單曲 | 中譯標題                                                             | 週間單曲榜 | 首週銷量 | 累計銷量 | 概要                                                             | 所屬專輯   |
| --- | ------------- | ---- | -------------------------------------------------------------------- | ---------- | -------- | -------- | ---------------------------------------------------------------- | ---------- |
| -   | 2015年3月26日 |      | 小心又小心 / Survivor                                                | -          | -        | -        | 獨立製作、DVD單曲                                                | 辛夷其之一 |
| 1st | 2015年9月2日  |      | Dosukoi! 謙虛而大膽 / 愛吃拉麵的小泉同學之歌 / 小心又小心 (認真Ver.) | 3          | 34,639   | 47,866+  | 出道單曲、第一張3A單曲、第57回日本唱片大獎「最優秀新人賞」獲獎。 | 辛夷其之一 |
| 2nd | 2016年2月17日 |      | 櫻花狂熱夜 / 有些天真! 豬突猛進 / 嘿! Kobushi魂                      | 1          | 33,903   | 40,980+  | 第二張3A單曲                                                     | 辛夷其之一 |
| 3rd | 2016年7月27日 |      | 森巴! Kobushi熱內盧 / 來吧青春! / 我是最受歡迎的                     | 3          | 39,662   | 44,657+  | 第三張3A單曲                                                     | 辛夷其之一 |
| 4th | 2017年6月14日 |      | Shalala！必定能做得到／超讚的不是嗎？忍者也行對吧？                  | 4          | 22,493   | 23,593+  | 第一張2A單曲、成員藤井梨央、小川麗奈、田口夏實最後一張單曲。     | 辛夷第二幕 |
| 5th | 2018年3月28日 |      | 從現在就開始! / 明日會放晴                                           | 3          | 29,947   | 32,597+  | 第二張2A單曲                                                     | 辛夷第二幕 |
| 6th | 2018年8月8日  |      | 我一定可以 / 有志者事竟成                                            | 5          | 23,117   | 25,959+  | 第三張2A單曲                                                     | 辛夷第二幕 |
| 7th | 2019年4月24日 |      | Oh No 懊惱/春麗                                                      | 4          | 27,630   | 30,400+  | 第四張2A單曲                                                     | 辛夷第二幕 |
| 8th | 2020年3月4日  |      |                                                                      | 9          | 12,872   | 21,835+  | 第五張2A單曲，同時也是最後一張單曲。                             |            |

### 專輯

#### 原創專輯
|     | 發行日         | 專輯 | 中譯標題   | 週間專輯榜 | 累計銷量 |
| --- | -------------- | ---- | ---------- | ---------- | -------- |
| 1st | 2016年11月30日 |      | 辛夷其之一 | -          | -        |
| 2nd | 2019年10月2日  |      | 辛夷第二幕 | 14,355     | -        |

### 協辦的歌曲
- 衝破黑暗（《JK忍者Girls》插曲）
- 朝氣蓬勃的朋友（《JK忍者Girls》插曲）
- 突然出現的葫蘆島（朝日電視台主辦的《愛踴祭2018》安慰賽與大賽課題曲）

### 其他

#### 早安家族 All Stars
“早安家族”慶祝成立20周年的歌曲
- YEAH YEAH YEAH（作詞：淳君，作曲：淳君，編曲：大久保薫）[17][18]
- 嚮往的Stress-free（作詞：淳君，作曲：淳君，編曲：平田祥一郎）[19]
- 群芳，齊放之時（作詞：小椋佳，作曲：小椋佳，編曲：上杉洋史）[20]
- Hello! History（作詞：前山田健一，作曲：前山田健一，編曲：平田祥一郎）[21]

### DVD/Blu-ray Disc
2015年
- DVD單曲《小心又小心 / Survivor》（2015年3月26日-4月5日，4月21日-）[22][23]
- 演劇女子部 音樂劇DVD《Week End Survivor》（2015年8月5日）[24]
- 《DVD MAGAZINE Vol.1》（2015年11月6日）[25]
- DVD《粉絲見面會2015》（2015年11月）[26]

2016年
- 《DVD MAGAZINE Vol.2》（2016年5月3日）[27]
- DVD《藤井梨央/野村みな美 生日 紀念活動2016》（2016年5月）[28]
- BD《Greeting ～濱浦彩乃＆和田櫻子～》（2016年4月27日-5月16日）[29]
- DVD《小川麗奈/和田櫻子 生日 紀念活動2016》（2016年6月）[30]
- DVD《濱浦彩乃 生日 紀念活動2016》(2016年7月）[31]
- BD《Greeting ～廣瀨彩海＆井上玲音～》（2016年7月22日-8月10日）[32]
- 《DVD MAGAZINE Vol.3》（2016年9月17日）[33]
- Live DVD《玉兰花Factory Live Tour 2016春～The Cheering Party!～》（2016年10月19日）[34]
- DVD《廣瀨彩海/田口夏實/井上玲音 生日 紀念活動2016》（2016年10月）[35]
- BD《Greeting ～野村みな美＆田口夏實～》（2016年11月29日-12月19日）[36]
- BD《Greeting ～小川麗奈＆藤井梨央～》（2016年12月28日-2017年1月23日）[37]

2017年
- DVD《粉絲見面會2016～Xmas Mode～》（2017年1月）[38]
- 《DVD MAGAZINE Vol.4》（2017年5月16日）[39]
- DVD《濱浦彩乃 生日 紀念活動2017》（2017年6月）[40]
- 舞台DVD《JK忍者Girls》（2017年7月5日）[41]
- 《DVD MAGAZINE Vol.5》（2017年10月7日）[42]
- 《DVD MAGAZINE Vol.6》（2017年10月21日）[43]
- DVD《廣瀨彩海/田口夏實/井上玲音 生日 紀念活動2017》（2017年10月）[44]
- DVD《粉絲見面會2017》（2017年11月）[45]

2018年
- Live DVD《OTODAMA SEA STUDIO 2017 ～SUMMER FACTORY～》（2018年1月17日）[46]
- DVD《里山Tour第5次！與玉蘭花Factory一起過的兩天一宿巴士Tour in 群馬》（2018年2月）[47]
- DVD《聖誕節粉絲見面會2017～Smile For You～》（2018年3月）[48]
- 《DVD MAGAZINE Vol.7》（2018年4月8日）[49]
- DVD《愛吃拉麵的濱浦女士：巡禮名古屋的麵館》（2018年4月）[50]
- 《玉蘭花Factory ＆ 山茶花Factory DVD MAGAZINE Vol.1》（2018年5月）[51]
- DVD《野村みな美/和田櫻子 生日 紀念活動2018》（2018年5月）[52]
- DVD《濱浦彩乃 生日 紀念活動2018》（2018年6月）[53]
- Live DVD/BD《玉兰花Factory & 山茶花Factory Premium Live 2018春 “KOBO”》（2018年9月5日）
- DVD《廣瀨彩海/井上玲音 生日 紀念活動2018》（2018年10月）[54]
- 《DVD MAGAZINE Vol.8》（2018年10月31日）[55]
- DVD《粉絲見面會2018～SMILE！Kobushi夏祭！～》（2018年11月）[56]
- DVD《里山Tour第6次！與玉蘭花Factory一起過的兩天一宿巴士Tour in 熊谷》（2018年12月）[57]

2019年
- Live DVD《OTODAMA SEA STUDIO 2018 ～Kobushi夏魂!!～》（2019年1月16日）[58]
- DVD《聖誕節粉絲見面會2018～Smile For You 2～》（2019年3月）[59]

### 電影
- 《電影版 JK忍者Girls》（2017年7月17日開始上映，東映）[60][61]

### 舞台
- 演劇女子部 音樂劇《Week End Survivor》(2015年3月26日 - 4月5日，於SPACE ZERO BIG TREE THEATER)[62]
- 《JK忍者Girls》（2017年2月23日 - 3月4日，於Theater Green）[63][64]

### 寫真集
- 濱浦彩乃 第一本寫真集《浜浦彩乃》（2016年6月4日，Odyssey出版，拍攝者：桑島智輝）[65]
- 濱浦彩乃＆和田櫻子 迷你寫真集《Greeting-Photobook-》（2016年12月10日，Odyssey出版）[66]
- 廣瀨彩海＆井上玲音 迷你寫真集《Greeting-Photobook-》（2017年1月14日，Odyssey出版）[67]
- 野村みな美＆田口夏實 迷你寫真集《Greeting-Photobook-》（2017年2月18日，Odyssey出版）[68]
- 小川麗奈＆藤井梨央 迷你寫真集《Greeting-Photobook-》（2017年2月22日，Odyssey出版）
- 電影《JK忍者Girls》官方照片書（2017年7月17日，Odyssey出版）[69]
- 井上玲音 第一本寫真集《玲音》（2017年11月11日，Odyssey出版，拍攝者：岡本武志）[70][71]
- 野村みな美 第一本寫真集《清，爽》（2018年9月8日，Odyssey出版，拍攝者：長野博文）[72][73][74]

## 節目

### 電視
- The Girls Live（2015年3月至今，東京電視台等）[75]
- UTANAVI（2016年10月至今，東京都會電視台等）[76]

- Oha Sta（2015年9月2日，東京電視台）
- TOKYO IDOL FESTIVAL 2015（2015年9月2日，富士電視台）
- 未來定番曲～Future Standard～#129（2015年9月14日，World Hi-Vision Channel等）
- 未來定番曲～Future Standard～#131（2015年9月29日，World Hi-Vision Channel等）
- LiveB♪ （2015年9月29日，TBS電視台）
- 未來定番曲～Future Standard～#132（2015年10月6日，World Hi-Vision Channel等）
- MUSIC JAPAN （2015年9月6日，日本廣播協會）
- Oha Sta（2015年11月4日，東京電視台）
- 第57屆日本唱片大奖（2015年12月30日，TBS電視台）

- Oha Sta（2016年2月17日，東京電視台）
- 音流～ONRYU～ （2016年2月19日，東京電視台）
- MUSIC JAPAN （2016年2月21日，日本廣播協會）
- 未來定番曲～Future Standard～#152（2016年2月22日，World Hi-Vision Channel等）
- LiveB♪ （2016年3月30日，TBS電視台）
- Nsta 宮城（2016年3月30日，東北放送）
- 未來定番曲～Future Standard～#159（2016年4月11日，World Hi-Vision Channel等）
- musicる TV（2016年5月9日，朝日電視台）
- musicる TV（2016年5月16日，朝日電視台）
- musicる TV（2016年5月23日，朝日電視台）
- Oha！4 （2016年7月16日，日本電視台）
- LiveB♪ （2016年7月26日，TBS電視台）
- 魁!music（2016年7月31日，富士電視台）
- 未來定番曲～Future Standard～#179（2016年8月29日，World Hi-Vision Channel等）
- musicる TV（2016年10月24日，朝日電視台）
- Full Chorus #65（2016年11月15日，SKY PerfecTV!）
- 開運音樂堂（2016年11月19日，TBS電視台）
- 魁!music（2016年12月13日，富士電視台）
- 開運音樂堂【2016除夕SP!!】 （2016年12月31日，TBS電視台）

- 於日本環球影城 TKO（2017年5月1日，J:COM頻道）
- 未來定番曲～Future Standard～#220（2017年6月12日，World Hi-Vision Channel等）
- Full Chorus #88（2017年6月13日，SKY PerfecTV!）
- Station!（2017年6月15日，岐阜電視台）
- Oha Sta（2017年6月16日，東京電視台）
- 《音樂之日2017》（2017年7月15日，TBS電視台）
- 抱住指大腿【season1】#14 （2017年8月4日，富士電視台）
- Full Chorus #106（2017年12月5日，SKY PerfecTV!）

- 開運音樂堂【2018 新春SP!!】 （2018年1月6日，TBS電視台）
- The Girls Live #201（2018年1月16日，東京電視台等）

Studio Live：Dosukoi！謙虛而大膽
- The Girls Live #202（2018年1月23日，東京電視台等）

Studio Live：Shalala！必定能做得到
- The Girls Live #203（2018年1月30日，東京電視台等）

Studio Live：小心又小心（認真ver）
- The Girls Live #204（2018年2月6日，東京電視台等）

關於發行第5張單曲的告知
- The Girls Live #205（2018年2月20日，東京電視台等）

Studio Live：GO TO THE TOP!!
- 熱波（2018年3月8日，埼玉電視台）
- The Girls Live #208（2018年3月13日，東京電視台等）

Studio Live：辛夷之花
- The Girls Live #209（2018年3月20日，東京電視台等）

Studio Live：來吧青春！
- LiveB♪ （2018年3月27日，TBS電視台）
- The Girls Live #211（2018年4月3日，東京電視台等）

Studio Live：明日會放晴
- The Girls Live #213（2018年4月17日，東京電視台等）

Studio Live：從現在就開始！
- The Girls Live #216（2018年5月8日，東京電視台等）

Studio Live：欲速則不達
- The Girls Live #218（2018年5月22日，東京電視台等）

Studio Live：TEKI
- Oha Sta（2018年5月25日，東京電視台）
- The Girls Live #221（2018年6月12日，東京電視台等）

Studio Live：懸命藍調
- 開運音樂堂（2018年6月16日，TBS電視台）
- The Girls Live #227（2018年7月24日，東京電視台等）

Studio Live：有些天真! 豬突猛進
- The Girls Live #228（2018年7月31日，東京電視台等）

Studio Live：有志者事竟成 
- The Girls Live #229（2018年8月7日，東京電視台等）

Studio Live：我一定可以
- 開運音樂堂（2018年8月18日，TBS電視台）
- 抱住指大腿【season2】#5 （2018年8月25日，富士電視台）
- The Girls Live #233（2018年9月4日，東京電視台等）

Studio Live：森巴! Kobushi熱內盧
- The Girls Live #234（2018年9月11日，東京電視台等）

Studio Live：來吧青春！
- musicる TV #336（2018年10月8日，朝日電視台）
- The Girls Live #239（2018年10月16日，東京電視台等）

Studio Live：愛吃拉麵的小泉同學之歌
- The Girls Live #240（2018年10月23日，東京電視台等）

Studio Live：從現在就開始！
- The Girls Live #241（2018年10月30日，東京電視台等）

Studio Live：未熟半熟ToroToro
- The Girls Live #244（2018年11月20日，東京電視台等）

Studio Live：揮之不去的意識
- The Girls Live #248（2018年12月18日，東京電視台等）

Studio Live：不能消除的情緒
- 開運音樂堂（2019年1月5日，TBS電視台）
- The Girls Live #251（2019年1月15日，東京電視台等）

Studio Live：GO TO THE TOP!!
- The Girls Live #252（2019年1月22日，東京電視台等）

Studio Live：明日會放晴

### 廣播
JAPAN 早安家族 NETWORK ※不定期（2015年4月1日至今，FM大阪廣播電台等）
HELLO! DRIVE! ※每星期四，廣瀬只演出（2017年10月2日至今，Radio NEO）
GIRLS♥GIRLS♥GIRLS =FULL BOOST= 《Kobushi Factory 夜空相逢吧！》 ※每月第3、4、5個星期四（FM富士廣播電台）
|        | 演出者           | 日期 |
| ------ | ---------------- | ---- |
| 第1次  | 全員             |      |
| 第2次  | 井上、廣瀬、濱浦 |      |
| 第3次  | 井上、廣瀬、和田 |      |
| 第4次  | 全員             |      |
| 第5次  | 全員             |      |
| 第6次  | 井上、野村、和田 |      |
| 第7次  | 井上、野村、和田 |      |
| 第8次  | 井上、廣瀨、濱浦 |      |
| 第9次  | 井上、廣瀨、濱浦 |      |
| 第10次 | 井上、廣瀨、和田 |      |
| 第11次 | 井上、野村、濱浦 |      |
| 第12次 | 全員             |      |
| 第13次 | 井上、廣瀨、野村 |      |
| 第14次 | 井上、廣瀨、野村 |      |
| 第15次 | 井上、濱浦、和田 |      |
| 第16次 | 井上、濱浦、和田 |      |
| 第17次 | 井上、野村、和田 |      |
| 第18次 | 井上、廣瀨、野村 |      |
| 第19次 | 井上、廣瀨、野村 |      |
| 第20次 | 全員             |      |
| 第21次 | 全員             |      |
| 第22次 | 井上、廣瀨、濱浦 |      |
| 第23次 | 井上、野村、濱浦 |      |
| 第24次 | 井上、廣瀨、和田 |      |
| 第25次 | 井上、野村、和田 |      |
| 第26次 | 井上、野村、和田 |      |
| 第27次 | 井上、廣瀨、野村 |      |
| 第28次 | 井上、廣瀨、野村 |      |
| 第29次 | 井上、野村、和田 |      |

### YouTube
- 《致新年辭》《女之園（中野太陽廣場）》【ハロ！ステ#99】主持人：藤井梨央＆廣瀨彩海（2015年1月7日公開）[81]
- 《初次見面》【ハロ！ステ#100】（2015年1月14日公開）[82]
- 《向濱浦彩乃的采訪（前篇）》【ハロ！ステ#101】（2015年1月21日公開）[83]
- 《向濱浦彩乃的采訪（後篇）》【ハロ！ステ#102】（2015年1月28日公開）[84]
- 【ハロ！ステ#104】主持人：和田櫻子＆井上玲音（2015年2月11日公開）[85]
- 【ハロ！ステ#105】主持人：田口夏實（2015年2月18日公開）[86]
- 《宣布新團體名字》【ハロ！ステ#106】（2015年2月25日公開）[87]
- 【ハロ！ステ#108】主持人：濱浦彩乃（2015年3月11日公開）[88]
- 《向田口夏實的采訪（前篇）》【ハロ！ステ#109】（2015年3月18日公開）[89]
- 《向田口夏實的采訪（後篇）》【ハロ！ステ#111】（2015年4月1日公開）[90]
- 《髪型設計（小川麗奈）》【ハロ！ステ#112】（2015年4月8日公開）[91]
- 《髪型設計（和田櫻子）》【ハロ！ステ#114】（2015年4月22日公開）[92]
- 《小心又小心(Promotion Edit)》《髪型設計（藤井梨央）》【ハロ！ステ#115】主持人：濱浦彩乃（2015年4月29日公開）[93]
- 《小心又小心（中野太陽廣場）》【ハロ！ステ#117】（2015年5月13日公開）[94]
- 《Country Girls＆Tsubaki Factory <ALL FOR ONE & ONE FOR ALL>（澀谷公會堂）》【ハロ！ステ#118】主持人：廣瀨彩海（2015年5月20日公開）[95]
- 《宣布成員顏色》【ハロ！ステ#120】（2015年6月3日公開）[96]
- 《宣布主流出道》【ハロ！ステ#122】（2015年6月17日公開）[97]
- 《四字成語（廣瀨彩海）》【ハロ！ステ#124】（2015年7月1日公開）[98]
- 《關於主流出道單曲發行日期的決定》《四字成語（廣瀨彩海）》【ハロ！ステ#125】主持人：井上玲音（2015年7月8日公開）[99]
- 《夏早安家族演唱會（前篇）》【ハロ！ステ#126】（2015年7月15日公開）[100]
- 《四字成語（廣瀨彩海）》《夏早安家族演唱會（後篇）》《髪型設計（井上玲音）》【ハロ！ステ#127】主持人：野村みな美（2015年7月22日公開）[101]
- 《四字成語（廣瀨彩海）》《愛吃拉麵的小泉同學之歌（日本特殊陶業市民會館）》【ハロ！ステ#128】（2015年7月29日公開）[102]
- 《小心又小心（認真Ver.）（ハロ！ステ Edit.）》【ハロ！ステ#129】（2015年8月5日公開）[103]
- 《Road to Major#1 出道日期＆歌分配決定篇》【GREEN ROOM#16】（2015年8月6日公開）[104]
- 《Dosukoi! 謙虛而大膽（ハロ！ステ Edit.）》【ハロ！ステ#130】（2015年8月12日公開）[105]
- 《Road to Major#2 舞蹈教學＆劇照拍攝篇》【GREEN ROOM#16】（2015年8月13日公開）[106]
- 《愛吃拉麵的小泉同學之歌（ハロ！ステ Edit.）》【ハロ！ステ#131】主持人：田口夏實（2015年8月19日公開）[107]
- 《Road to Major#3 拍攝MUSIC VIDEO篇》【GREEN ROOM#17】（2015年8月20日公開）[108]
- 《Road to Major#4 拍攝MUSIC VIDEO篇》【GREEN ROOM#18】（2015年8月27日公開）[109]
- 《關於主流出道單曲》《Dosukoi! 謙虛而大膽（阿倍野Q's MALL）》【ハロ！ステ#133】（2015年9月2日公開）[110]
- 《出道活動的片花（LaLaport豐洲）》《髪型設計（濱浦彩乃）》【ハロ！ステ#134】主持人：小川麗奈（2015年9月9日公開）[111]
- 《小心又小心（認真Ver.）拍攝Music Video篇》【GREEN ROOM#20】（2015年9月10日公開）[112]
- 【ハロ！ステ#135】主持人：和田櫻子（2015年9月16日公開）[113]
- 《四字成語（野村みな美）》《關於首次演唱會》【ハロ！ステ#137】主持人：廣瀨彩海（2015年9月30日公開）[114]
- 《戀愛咒縛（五反田郵港Hall）》《呐喊男孩 WAO!（五反田郵港Hall） 》《四字成語（野村みな美）》【ハロ！ステ#138】（2015年10月7日公開）[115]
- 【GREEN ROOM#24】嘉賓主持人：藤井梨央（2015年10月8日公開）[116]
- 《四字成語（野村みな美）》【ハロ！ステ#139】（2015年10月14日公開）[117]
- 《四字成語（野村みな美）》【ハロ！ステ#140】主持人：藤井梨央（2015年10月21日公開）[118]
- 《四字成語（井上玲音）》【ハロ！ステ#141】（2015年10月28日公開）[119]
- 《四字成語（井上玲音）》【ハロ！ステ#142】主持人：野村みな美（2015年11月4日公開）[120]
- 《一丁目摇滚!（UMEDA CLUB QUATTRO）》【ハロ！ステ#143】（2015年11月11日公開）[121]
- Kobushi屋之日本全國麵紀行 #1（2015年11月12日公開）[122]
- 《四字成語（井上玲音）》【ハロ！ステ#144】主持人：和田櫻子（2015年11月18日公開）[123]
- 《Live Tour 2015〜The First Ring!〜幕後篇》【GREEN ROOM#30】（2015年11月19日公開）[124]
- 《戀愛之蛻（UMEDA CLUB QUATTRO）》《四字成語（井上玲音）》【ハロ！ステ#145】（2015年11月25日公開）[125]
- Kobushi屋之日本全國麵紀行 #2（2015年11月25日公開）[126]
- 《Live Tour 2015〜The First Ring!〜幕後篇》【GREEN ROOM#31】（2015年11月26日公開）[127]
- Kobushi屋之日本全國麵紀行 #3（2015年11月30日公開）[128]
- Kobushi屋之日本全國麵紀行 #4（2015年11月30日公開）[129]
- 【ハロ！ステ#146】主持人：濱浦彩乃（2015年12月2日公開）[130]
- 【GREEN ROOM#32】嘉賓主持人：野村みな美（2015年12月3日公開）[131]
- Kobushi屋之日本全國麵紀行 #5（2015年12月9日公開）[132]
- 《四字成語（小川麗奈）》《髪型設計（田口夏實）》【ハロ！ステ#147】（2015年12月9日公開）[133]
- 《四字成語（小川麗奈）》《玉蘭花工廠之歷史（結成至主流出道的決定）》【ハロ！ステ#148】（2015年12月16日公開）[134]
- 《四字成語（小川麗奈）》《玉蘭花工廠之歷史（單曲宣布至首次演唱會）》【ハロ！ステ#149】（2015年12月23日公開）[135]
- 【GREEN ROOM#35】嘉賓主持人：井上玲音（2015年12月24日公開）[136]

- Kobushi屋之日本全國麵紀行 #6（2016年1月6日公開）[137]
- 早安家族女兒節演唱會2016～共51人之大抽籤會！～（2016年1月19日公開）[138]
- 《灌錄計劃：櫻花狂熱夜》【Upcoming#1】(2016年1月29日公開）[139]
- 《拍攝MV的幕後：有些天真！豬突猛進》【Upcoming#2】(2016年2月5日公開）[140]
- Kobushi屋之日本全國麵紀行 #7（2016年2月7日公開）[141]
- 《灌錄計劃：押忍！Kobushi魂》【Upcoming#3】(2016年2月12日公開）[142]
- 早安家族女兒節演唱會2016～那位人很冒進！～（2016年2月19日公開）[143]
- 《拍攝MV的幕後：押忍！Kobushi魂》【Upcoming#4】(2016年2月19日公開）[144]
- 《喜歡生偶像（野村＆藤井）》（Niconico動畫，2016年2月25日公開）
- 《拍攝MV的幕後：櫻花狂熱夜》【Upcoming#6】(2016年3月4日公開）[145]
- 《Girls Hang Out 廣瀨彩海＆小川麗奈 去勝浦郊遊（前篇）》【Girls Night Out#7】（2016年3月10日公開）[146]
- 《Girls Hang Out 廣瀨彩海＆小川麗奈 去勝浦郊遊（後篇）》【Girls Night Out#8】（2016年3月17日公開）[147]
- 《Girls Hang Out 藤井梨央＆野村みな美 去忍野八海郊遊（前篇）》【Girls Night Out#9】（2016年3月24日公開）[148]
- 《櫻前線北上計劃》啟動！(2016年3月29日公開）[149]
- 《櫻前線北上計劃》～第一次 福岡篇～（2016年3月29日公開）[150]
- 《櫻前線北上計劃》～第二次 大阪篇～（2016年3月31日公開）[151]
- 《Girls Hang Out 藤井梨央＆野村みな美 去忍野八海郊遊（後篇）》【Girls Night Out#10】（2016年3月31日公開）[152]
- 《櫻前線北上計劃》～第三次 名古屋篇～（2016年4月5日公開）[153]
- 《櫻前線北上計劃》～第四次 仙台篇～（2016年4月7日公開）[154]
- 《櫻前線北上計劃》～第五次 札幌篇～（2016年4月12日公開）[155]
- 《櫻前線北上計劃》～結束篇 東京集合～（2016年4月14日公開）[156]
- 《櫻前線北上計劃》～盛開 Ver.～（2016年5月2日公開）[157]
- 《櫻前線北上計劃》～Dance Ver.～（2016年5月2日公開）[158]
- 《Girls Hang Out 濱浦彩乃＆井上玲音 去栃木縣日光郊遊（前篇）》【Girls Night Out#20】（2016年6月9日公開）[159]
- 《Girls Hang Out 濱浦彩乃＆井上玲音 去栃木縣宇都宮郊遊（後篇）》【Girls Night Out#21】（2016年6月16日公開）[160]
- 《Girls Hang Out 小川麗奈＆和田櫻子 爬高尾山（前篇）》【Girls Night Out#24】（2016年7月7日公開）[161]
- 《灌錄計劃：來吧青春！》【Upcoming#24】(2016年7月8日公開）[162]
- 《Girls Hang Out 小川麗奈＆和田櫻子 自高尾山至相模湖（後篇）》【Girls Night Out#25】（2016年7月14日公開）[163]
- 《拍攝MV的幕後：來吧青春！》《灌錄計劃：森巴! Kobushi熱內盧》【Upcoming#25】(2016年7月15日公開）[164]
- 【Girls Night Out#26】嘉賓：藤井梨央＆廣瀨彩海（2016年7月21日公開）[165]
- 《拍攝MV的幕後：森巴! Kobushi熱內盧》【Upcoming#26】(2016年7月22日公開）[166]
- 《拍攝MV的幕後：我是最受歡迎的》【Upcoming#27】(2016年7月29日公開）[167]
- 【Girls Night Out#35】嘉賓：田口夏實＆井上玲音（2016年9月22日公開）[168]
- 有時回來的Kobushi屋之日本全國麵紀行 #1（2016年10月26日公開）[169]
- 有時回來的Kobushi屋之日本全國麵紀行 #2（2016年10月31日公開）[170]
- 《Girls Hang Out 藤井梨央＆田口夏實 去秋之那須郊遊（前篇）》【Girls Night Out#42】（2016年11月10日公開）[171]
- 《Girls Hang Out 藤井梨央＆田口夏實 去秋之那須郊遊（後篇）》【Girls Night Out#43】（2016年11月17日公開）[172]
- 有時回來的Kobushi屋之日本全國麵紀行 特别篇（2016年12月13日公開）[173]
- 《拍攝MV的幕後：辛夷之花》【Upcoming#49】(2016年12月30日公開）[174]

- 《致新年辭》《GO TO THE TOP!!(早安家族演唱會)》【ハロ！ステ#202】（2017年1月11日公開）[175]
- 《辛夷之花 (中野太陽廣場)》【ハロ！ステ#204】主持人：野村みな美（2017年1月25日公開）[176]
- 早安家族女兒節演唱會2017～1次為限！獨唱＆洗牌組合抽籤會！～（2017年2月6日公開）[177]
- 《JK忍者Girls 排練》【ハロ！ステ#206】 （2017年2月8日公開）[178]
- 《JK忍者Girls 排練》【ハロ！ステ#207】 （2017年2月15日公開）[179]
- Girls DIY 小川麗奈＆田口夏實《UV樹脂首飾》【Girls Night Out#55】（2017年2月16日公開）[180]
- 續・早安家族女兒節演唱會2017～1次為限！獨唱＆洗牌組合抽籤會！～（2017年2月27日公開）[181]
- 《JK忍者Girls 搬上銀幕之通知》【ハロ！ステ#210】 （2017年3月8日公開）[182]
- 《野村みな美 万岁! ～真是WONDERFUL的人生!～》【ハロ！ステ#213】 （2017年3月29日公開）[183]
- 【Girls Night Out#61】嘉賓：田口夏實＆野村みな美（2017年3月31日公開）[184]
- 野村みな美之PROGRESSIVE（2017年4月20日公開）[185]
- 《化妝計劃：田口夏實》【ハロ！ステ#216】 （2017年4月26日公開）[186]
- 野村みな美之PROGRESSIVE 〜第2次〜（2017年4月27日公開）[187]
- 《排練演唱會》《化妝計劃 野村みな美》【ハロ！ステ#217】 （2017年5月3日公開）[188]
- 辛夷與拳's 日記〜第3次〜（2017年5月11日公開）[189]
- 【ハロ！ステ#219】 主持人：井上玲音（2017年5月17日公開）[190]
- 辛夷與拳's 日記〜第4次〜（2017年5月18日公開）[191]
- 有時回來的Kobushi屋之日本全國麵紀行 #4 高松篇（2017年5月18日公開）[192]
- 《超讚的不是嗎？忍者也行對吧？(ハロ！ステEdit)》【ハロ！ステ#220】 （2017年5月24日公開）[193]
- 【Upcoming#68】嘉賓主持人：廣瀨彩海（2017年5月26日公開）[194]
- 《Shalala！必定能做得到(ハロ！ステEdit)》【ハロ！ステ#221】 （2017年5月31日公開）[195]
- 《Shalala！必定能做得到(MV幕後花絮影像)》《My Favorite MusicVideo (小川麗奈＆野村みな美)》【ハロ！ステ#223】 主持人：廣瀨彩海（2017年6月14日公開）[196]
- 《My Favorite MusicVideo (小川麗奈＆野村みな美)》【ハロ！ステ#223】 主持人：小川麗奈（2017年6月21日公開）
- 《Shalala！必定能做得到 Live at LaLaport豊洲 2017/6/14)》【Upcoming#72】(2017年6月23日公開）[197]
- 《化妝計劃：藤井梨央》【ハロ！ステ#225】 （2017年6月28日公開）[198]
- 【Upcoming#73】嘉賓主持人：井上玲音（2017年6月30日公開）[199]
- 《化妝計劃 井上玲音》【ハロ！ステ#226】 （2017年7月5日公開）[200]
- 【ハロ！ステ#227】 主持人：濱浦彩乃（2017年7月12日公開）[201]
- 《超讚的不是嗎？忍者也行對吧？ Live at 歐力士劇場 2017/7/16》【Upcoming#78】（2017年8月4日公開）[202]
- 《化妝計劃：濱浦彩乃》【ハロ！ステ#228】主持人：野村みな美 （2017年7月19日公開）[203]
- 《學習做菜 (田口夏實)》【ハロ！ステ#229】 （2017年7月26日公開）[204]
- 《學習做菜 (田口夏實)》【ハロ！ステ#230】 （2017年8月2日公開）[205]
- 《學習做菜 (田口夏實)》【ハロ！ステ#231】 （2017年8月9日公開）[206]
- 《化妝計劃：廣瀨彩海》【ハロ！ステ#232】主持人：和田櫻子（2017年8月16日公開）[207]
- 【Upcoming#80】嘉賓主持人：野村みな美（2017年8月18日公開）[208]
- 《化妝計劃：和田櫻子》【ハロ！ステ#233】（2017年8月23日公開）[209]
- 【ハロ！ステ#234】 主持人：田口夏實（2017年8月30日公開）[210]
- 【ハロ！ステ#235】 主持人：井上玲音（2017年9月6日公開）[211]
- 【Upcoming#83】嘉賓主持人：濱浦彩乃（2017年9月8日公開）[212]
- 《化妝計劃：井上玲音》【ハロ！ステ#236】（2017年9月13日公開）[213]
- 《化妝計劃：野村みな美》【ハロ！ステ#237】主持人：廣瀨彩海（2017年9月20日公開）[214]
- 【Upcoming#85】嘉賓主持人：和田櫻子（2017年9月22日公開）[215]
- 《化妝計劃：濱浦彩乃》【ハロ！ステ#238】（2017年9月27日公開）[216]
- 《向無演奏合唱挑戰！》《學習做菜 (野村みな美＆濱浦彩乃)》【ハロ！ステ#240】 （2017年10月11日公開）[217]
- 【Upcoming#88】嘉賓主持人：田口夏實（2017年10月13日公開）[218]
- 《向無演奏合唱挑戰！》《學習做菜 (野村みな美＆濱浦彩乃)》【ハロ！ステ#241】 （2017年10月18日公開）[219]
- 《學習做菜 (野村みな美＆濱浦彩乃)》【ハロ！ステ#242】 （2017年10月25日公開）[220]
- 辛夷與拳's 日記〜第5次〜（2017年10月27日公開）[221]
- 【ハロ！ステ#245】 主持人：野村みな美（2017年11月15日公開）[222]
- 有時回來的Kobushi屋之日本全國麵紀行 #5 長野篇（2017年11月23日公開）[223]
- 【Upcoming#94】嘉賓主持人：廣瀨彩海（2017年11月24日公開）[224]
- 【ハロ！ステ#250】 主持人：和田櫻子（2017年12月20日公開）[225]

- 《請教！某某老師 和田櫻子＆井上玲音》【ハロ！ステ#255】（2018年1月31日公開）[226]
- 《從現在就開始！（1/14 中野太陽廣場）》《請教！某某老師 和田櫻子＆井上玲音》【ハロ！ステ#256】主持人：廣瀨彩海（2018年2月7日公開）[227]
- 早安家族女兒節演唱會2018～慣例！獨唱＆洗牌組合抽籤會～（2018年2月9日公開）[228]
- 【Upcoming#104】嘉賓主持人：和田櫻子（2018年2月9日公開）[229]
- 《定點觀測ハロ！ステSTUDIO 野村みな美＆濱浦彩乃》《請教！某某老師 和田櫻子＆井上玲音》《ハロ！ステStyling Lesson 廣瀨彩海》【ハロ！ステ#257】（2018年2月14日公開）[230]
- 《tiny tiny Advice 井上玲音》【tiny tiny#17】（2018年2月22日公開）[231]
- 《灌錄計劃：明日會放晴 Vol.01》【Upcoming#107】（2018年3月2日公開）[232]
- 《明日會放晴 ハロ！ステEdit.》《ハロ！ステStyling Lesson 井上玲音》【ハロ！ステ#260】（2018年3月7日公開）[233]
- 《tiny tiny Advice 野村みな美》【tiny tiny#19】（2018年3月8日公開）[234]
- 《灌錄計劃：明日會放晴 Vol.02》【Upcoming#108】（2018年3月9日公開）[235]
- 《從現在就開始！ ハロ！ステEdit.》《定點觀測ハロ！ステSTUDIO 全員》【ハロ！ステ#261】主持人：濱浦彩乃（2018年3月14日公開）[236]
- 《趨向再出發… part1》【ハロ！ステ#262】（2018年3月21日公開）[237]
- 《tiny tiny Advice 廣瀨彩海》【tiny tiny#21】（2018年3月22日公開）[238]
- 《趨向再出發… part2》【ハロ！ステ#263】（2018年3月28日公開）[239]
- 《定點觀測ハロ！ステSTUDIO 井上玲音》《趨向再出發… part3》【ハロ！ステ#264】（2018年4月4日公開）[240]
- 《定點觀測ハロ！ステSTUDIO 井上玲音》《趨向再出發… part4》【ハロ！ステ#265】（2018年4月11日公開）[241]
- 《tiny tiny Advice 濱浦彩乃》【tiny tiny#24】（2018年4月12日公開）[242]
- 【Upcoming#113】嘉賓主持人：廣瀨彩海（2018年4月13日公開）[243]
- 《從現在就開始》伊上 麗篇（2018年4月16日公開）[244]
- 《從現在就開始》廣世 彩花篇（2018年4月17日公開）[245]
- 《明日會放晴 (4/8 仙台Rensa)》【ハロ！ステ#266】（2018年4月18日公開）[246]
- 《從現在就開始》天浦 愛彩篇（2018年4月20日公開）[247]
- 《從現在就開始》和多 櫻篇（2018年4月23日公開）[248]
- 《從現在就開始》野川 南篇（2018年4月24日公開）[249]
- 《Go To THE TOP!! (4/8 仙台Rensa)》【ハロ！ステ#267】（2018年4月28日公開）[250]
- 《明日會放晴》朗讀：廣瀨彩海（2018年5月2日公開）[251]
- 《定點觀測ハロ！ステSTUDIO 全員》《趨向再出發… 特别篇》【ハロ！ステ#268】 主持人：井上玲音（2018年5月2日公開） [252]
- 《明日會放晴》朗讀：井上玲音（2018年5月5日公開）[253]
- 《Kobushi Factory ＆ Tsubaki Factory 超HAPPY SONG(5/3 中野太陽廣場)》【ハロ！ステ#269】（2018年5月9日公開）[254]
- 《為龜吧！ (4/8 仙台Rensa)》【ハロ！ステ#271】（2018年5月23日公開）[255]
- 《定點觀測ハロ！ステSTUDIO 全員》《ハロ！ステStyling Lesson 野村みな美》新計劃《考慮獨創的午餐菜單吧 井上玲音》【ハロ！ステ#272】（2018年5月30日公開）[256]
- 新計劃《考慮獨創的午餐菜單吧 井上玲音》【ハロ！ステ#273】（2018年6月6日公開）[257]
- 新計劃《考慮獨創的午餐菜單吧 井上玲音》【ハロ！ステ#274】（2018年6月13日公開）[258]
- 《ハロ！ステStyling Lesson 濱浦彩乃》【ハロ！ステ#275】（2018年6月20日公開）[259]
- 《定點觀測ハロ！ステSTUDIO 井上玲音》《從Kobushi Factory之通知》【ハロ！ステ#276】（2018年6月27日公開）[260]
- 《從現在就開始！ (6/17 吉祥寺CLUB SEATA)》【ハロ！ステ#277】主持人：野村みな美（2018年7月4日公開）[261]
- 【Upcoming#125】嘉賓主持人：廣瀨彩海（2018年7月6日公開）[262]
- 《定點觀測ハロ！ステSTUDIO 井上玲音》【ハロ！ステ#278】（2018年7月11日公開）[263]
- 《我一定可以 ハロ！ステEdit.》【ハロ！ステ#279】主持人：和田櫻子（2018年7月18日公開）[264]
- 《有志者事竟成 ハロ！ステEdit.》《Kobushi Factory ＆ Tsubaki Factory 突然出現的葫蘆島 ハロ！ステEdit.》【ハロ！ステ#280】（2018年7月25日公開）[265]
- 我一定可以【2018.08.05 中野太陽廣場】 （2018年8月5日公開）[266]
- 《舞蹈講座》我一定可以（2018年8月7日公開）[267]
- 《有志者事竟成》灌錄 Vol.1（2018年8月7日公開）[268]
- 《有志者事竟成》灌錄 Vol.2（2018年8月8日公開)[269]
- 《我一定可以》短片（2018年8月10日公開）[270]
- 【tiny tiny#41】嘉賓：濱浦彩乃（2018年8月10日公開）[271]
- STORY OF 《有志者事竟成》(2018年8月14日公開）[272]
- 《My tiny trend 野村みな美 做麵包》【tiny tiny#42】（2018年8月17日公開）[273]
- 無伴奏合唱《有些天真！豬突猛進》（2018年9月10日公開）[274]
- 《Tiny Relaxation 和田櫻子》【tiny tiny#47】（2018年9月21日公開）[275]
- 《Kobushi屋之日本全國麵紀行》 福岡篇（2018年9月25日公開）[276]
- 《My tiny trend 廣瀨彩海》【tiny tiny#50】（2018年10月12日公開）[277]
- Kobushi濱浦 ＆ Tsubaki淺倉《Kobushi屋之日本全國麵紀行》 大沾麵博約會篇（2018年10月22日公開）[278]
- 【tiny tiny#52】嘉賓：井上玲音（2018年10月26日公開）[279]
- 【tiny tiny#54】嘉賓：野村みな美（2018年11月9日公開）[280]
- 無伴奏合唱《小心又小心（認真ver）》（2018年12月4日公開）[281]
- 廣瀨彩海《自拍 無伴奏合唱》～Campus Life 生於世上真好～（2018年12月19日公開）[282]

- 《My tiny trend 井上玲音》【tiny tiny#63】（2019年1月18日公開）[283]
- 《My tiny trend 濱浦彩乃》【tiny tiny#64】嘉賓：廣瀨彩海（2019年1月25日公開）[284]
- 【tiny tiny#67】嘉賓：和田櫻子（2019年2月15日公開）[285]
- 早安家族女兒節演唱會2019～1次為限！獨唱＆洗牌組合抽籤會！～（2019年3月1日公開）[286]
- 《Tiny 世界紀行 濱浦彩乃》【tiny tiny#69】（2019年3月1日公開）[287]
- 《SHIBUOBI #71（井上）》【dTV頻道】（2019年3月18日公開）[288]
- 【ハロ！ステ#281】主持人：濱浦彩乃（2019年3月20日公開）[289]
- 《早安家族 here（濱浦＆野村）》【ハロ！ステ#282】主持人：野村みな美（2019年3月27日公開）[290]
- 《春麗 short Ver.》【ハロ！ステ#284】（2019年4月10日公開）[291]

### GYAO！
- 早安家族的MONOHON #7 玉蘭花工廠的企劃啟動！[292]
- 早安家族的MONOHON #8 開始練習表演魔術！[293]
- 早安家族的MONOHON #9 魔術的最終調整[294]
- 早安家族的MONOHON #10 發表練習表演魔術的成果[295]

## 演唱會
| 年     | 標題                                                       | 規模 | 備註           |
| ------ | ---------------------------------------------------------- | --- | -------------- |
| 2015年 | Kobushi Factory LIVE TOUR 2015 ～The First Ring!～         | 10城市 17公演 - 11/6 梅田CLUB QUATTRO(大阪) - 11/13 郡山Hip Shot Japan(福島) - 11/14 仙台darwin(宮城) - 11/14 仙台darwin(宮城) - 11/15 山形Music昭和Session(山形) - 11/15 山形Music昭和Session(山形) - 11/22 富山sooulpower(富山) - 11/22 富山sooulpower(富山) - 11/23 新潟Lots(新潟) - 11/23 新潟Lots(新潟) - 12/4 札幌cube garden(北海道) - 12/19 甲府CONVICTION(山梨) - 12/19 甲府CONVICTION(山梨) - 12/20 長野CLUB JUNKBOX(長野) - 12/20 長野CLUB JUNKBOX(長野) | 首次單獨演唱會 |
| 2016年 | Kobushi Factory LIVE TOUR 2016春 ～The Cheering Party!～   | 15城市 29公演 - 4/16 廣島 CLUB QUATTRO (廣島) - 4/16 廣島 CLUB QUATTRO (廣島) - 4/17 周南TIKI-TA(山口) - 4/17 周南TIKI-TA(山口) - 4/29 岐阜club-G(岐阜) - 4/29 岐阜club-G(岐阜) - 4/30 名古屋鑽石Hall(愛知) - 4/30 名古屋鑽石Hall(愛知) - 5/3 高崎club FLEEZ(群馬) - 5/3 高崎club FLEEZ(群馬) - 5/4 横濱Bay Hall(神奈川) - 5/4 横濱Bay Hall(神奈川) - 5/7 GAPARVO HALL(鹿兒島) - 5/7 GAPARVO HALL(鹿兒島) - 5/8 宮崎WEATHER KING(宮崎) - 5/8 宮崎WEATHER KING(宮崎) - 5/14 CRAZYMAMA KINGDOM(岡山) - 5/14 CRAZYMAMA KINGDOM(岡山) - 5/15 京都FANL(京都) - 5/15 京都FANL(京都) - 5/28 柏PALOOZA (千葉) - 5/28 柏PALOOZA (千葉) - 5/29 甲府KAZOO HALL(山梨) - 5/29 甲府KAZOO HALL(山梨) - 6/18 熊本B.9V1(熊本) - 6/18 熊本B.9V1(熊本) - 6/19 大分DRUM Be-0(大分) |                |
| 2016年 | Kobushi Factory LIVE TOUR 2016秋 ～Hyper Mode～            | 14城市 28公演 - 9/17 福井響之Hall(福井) - 9/17 福井響之Hall(福井) - 9/18 長野CLUB JUNKBOX(長野) - 9/18 長野CLUB JUNKBOX(長野) - 10/2 甲府CONVICTION(山梨) - 10/2 甲府CONVICTION(山梨) - 10/22 仙台Rensa(宮城) - 10/22 仙台Rensa(宮城) - 10/23 OSAKA MUSE(大阪) - 10/23 OSAKA MUSE(大阪) - 10/29 青森Quater(青森) - 10/29 青森Quater(青森) - 10/30 盛岡CLUB CHANGE WAVE(岩手) - 10/30 盛岡CLUB CHANGE WAVE(岩手) - 11/3 柏PALOOZA (千葉) - 11/3 柏PALOOZA (千葉) - 11/5 Electric Lady Land(愛知) - 11/5 Electric Lady Land(愛知) - 11/6 靜岡 SOUND SHOWER ark(靜岡) - 11/6 靜岡 SOUND SHOWER ark(靜岡) - 11/13 大分DRUM Be-0(大分) - 11/13 大分DRUM Be-0(大分) - 11/19 W studio RED(愛媛) - 11/19 W studio RED(愛媛) - 11/20 高松MONSTER(香川) - 11/20 高松MONSTER(香川) |                |
| 2017年 | Kobushi Factory LIVE TOUR 2017春 〜PROGRESSIVE〜           | 15城市 29公演 - 4/9 柏PALOOZA (千葉) - 4/9 柏PALOOZA (千葉) - 4/15 廣島 CLUB QUATTRO (廣島) - 4/15 廣島 CLUB QUATTRO (廣島) - 4/22 高知X-pt.(高知) - 4/22 高知X-pt.(高知) - 4/23 高松MONSTER(香川) - 4/23 高松MONSTER(香川) - 4/29 福井響之Hall(福井) - 4/29 福井響之Hall(福井) - 4/30 富山MAIRO(富山) - 4/30 富山MAIRO(富山) - 5/3 岐阜club-G(岐阜) - 5/3 岐阜club-G(岐阜) - 5/4 伏見JAMMIN'(愛知) - 5/4 伏見JAMMIN'(愛知) - 5/13 小樽GOLDSTONE(北海道) - 5/13 小樽GOLDSTONE(北海道) - 5/16 吉祥寺CLUB SEATA(東京) - 5/17 吉祥寺CLUB SEATA(東京) - 5/20 佐賀 GEILS (佐賀) - 5/20 佐賀 GEILS (佐賀) - 5/21 長崎DRUM Be-7(長崎) - 5/21 長崎DRUM Be-7(長崎) - 5/28 仙台Rensa(宮城) - 5/28 仙台Rensa(宮城) |                |
| 2017年 | Kobushi Factory LIVE TOUR 2017秋 〜Songs For You〜         | 11城市 23公演 - 10/7 仙台darwin(宮城) - 10/7 仙台darwin(宮城) - 10/8 柏PALOOZA (千葉) - 10/8 柏PALOOZA (千葉) - 10/21 金澤Eight Hall (石川) - 10/21 金澤Eight Hall (石川) - 10/29 梅田CLUB QUATTRO(大阪) - 10/29 梅田CLUB QUATTRO(大阪) - 11/3 大分DRUM Be-0(大分) - 11/3 大分DRUM Be-0(大分) - 11/11 長野CLUB JUNKBOX(長野) - 11/11 長野CLUB JUNKBOX(長野) - 11/12 新潟LOTS(新潟) - 11/12 新潟LOTS(新潟) - 11/18 SPADE BOX(愛知) - 11/18 SPADE BOX(愛知) - 11/25 松江 AZTiC canova(島根) - 11/25 松江 AZTiC canova(島根) - 11/26 CRAZYMAMA KINGDOM(岡山) - 11/26 CRAZYMAMA KINGDOM(岡山) - 11/28 新宿 ReNY(東京) |                |
| 2018年 | Kobushi Factory LIVE TOUR 2018 〜SHINE!Kobushi魂!〜        | 21城市 48公演 - 4/8 仙台Rensa(宮城) - 4/8 仙台Rensa(宮城) - 4/15 甲府CONVICTION(山梨) - 4/15 甲府CONVICTION(山梨) - 4/21 HEAVEN'S ROCK 埼玉新都心VJ-3 (埼玉) - 4/21 HEAVEN'S ROCK 埼玉新都心VJ-3 (埼玉) - 4/29 廣島 CLUB QUATTRO (廣島) - 4/29 廣島 CLUB QUATTRO (廣島) - 4/30 OSAKA MUSE(大阪) - 4/30 OSAKA MUSE(大阪) - 5/20 鑽石Hall(愛知) - 5/20 鑽石Hall(愛知) - 5/26 福岡DRUM Be-1(福岡) - 5/26 福岡DRUM Be-1(福岡) - 5/27 熊本B.9V1(熊本) - 5/27 熊本B.9V1(熊本) - 6/10 帶廣MEGA STONE(北海道) - 6/10 帶廣MEGA STONE(北海道) - 7/27 鹿兒島GAPARVO HALL(鹿兒島) - 7/30 DRUM Be-7(長崎) - 8/10 山形Music昭和Session(山形) - 8/12 仙台darwin(宮城) - 8/12 仙台darwin(宮城) - 8/19 札幌PENNY LANE24(北海道) - 8/19 札幌PENNY LANE24(北海道) - 9/2 山野Hall(東京) - 9/2 山野Hall(東京) - 10/31 吉祥寺CLUB SEATA(東京) - 11/3 大分DRUM Be-0(大分) - 11/3 大分DRUM Be-0(大分) - 11/4 福岡DRUM Be-1 (福岡) - 11/4 福岡DRUM Be-1 (福岡) - 11/10 周南ISING HALL(山口) - 11/10 周南ISING HALL(山口) - 11/11 OSAKA MUSE(大阪) - 11/11 OSAKA MUSE(大阪) - 12/1 富山MAIRO(富山) - 12/1 富山MAIRO(富山) - 12/8 横濱Bay Hall(神奈川) - 12/8 横濱Bay Hall(神奈川) |                |
| 2019年 | Kobushi Factory LIVE TOUR 2019 〜春麗〜                    | 11城市 21公演 - 4/13 福岡DRUM LOGOS (福岡) - 4/13 福岡DRUM LOGOS (福岡) - 4/14 佐賀 GEILS (佐賀) - 4/14 佐賀 GEILS (佐賀) - 4/29 cube garden (北海道) - 4/29 cube garden (北海道) - 5/18 松山 salonkitty (愛媛) - 5/18 松山 salonkitty (愛媛) - 5/19 高松Olive Hall (香川) - 5/19 高松Olive Hall (香川) - 5/26 SPADE BOX (愛知) - 5/26 SPADE BOX (愛知) - 6/8 柏PALOOZA (千葉) - 6/8 柏PALOOZA (千葉) - 6/13 HEAVEN'S ROCK 埼玉新都心VJ-3 (埼玉) - 6/15 秋田Club Swindle (秋田) - 6/15 秋田Club Swindle (秋田) - 6/16 仙台darwin(宮城) - 6/16 仙台darwin(宮城) - 6/23 廣島 CLUB QUATTRO (廣島) - 6/23 廣島 CLUB QUATTRO (廣島) |                |
| 2019年 | Kobushi Factory 1stCONCERT TOUR 2019春麗 〜黃金周special〜 | 2城市 4公演 - 5/3 中野太陽廣場(東京) - 5/3 中野太陽廣場(東京) - 5/6 NHK大阪大廳(大阪) - 5/6 NHK大阪大廳(大阪) |                |

## 主要獲獎紀錄
- 第57屆日本唱片大獎 最優秀新人賞受賞

## 外部連結
- こぶしファクトリー - ハロー!プロジェクト オフィシャルサイト - 2020年3月30日時点のアーカイブ
- こぶしファクトリー - UP-FRONT WORKS - 2020年3月30日時点のアーカイブ
- こぶしファクトリー オフィシャルファンクラブページ - ハロー!プロジェクト オフィシャルファンクラブ- 2020年3月30日時点のアーカイブ
- YouTube上的
- Kobushi Factory的X（前Twitter）
- こぶしファクトリーオフィシャル的Instagram帳戶
- Kobushi Factory的Facebook專頁